# Список кратерів на Місяці, Р
| А Б В Г Д Е Є Ж З І Й К Л М Н О П Р С Т У Ф Х Ц Ч Ш Ю Я |

| Кратер          | Латинська назва | Діаметр, | Епонім                                                                             | Рік затвердження МАС |
| --------------- | --------------- | -------- | ---------------------------------------------------------------------------------- | -------------------- |
| Раббі Леві      | Rabbi Levi      | 82       | Раббі Леві бен Гершом (1288–1344)                                                  | 1935                 |
| Раві            | Ravi            | 1,6      | Індійське чоловіче ім'я                                                            | 1976                 |
| Разумов         | Razumov         | 75       | Володимир Разумов (1890–1967)                                                      | 1970                 |
| Райдер          | Ryder           | 15,6     | Грем Райдер (1949–2002)                                                            | 2006                 |
| Райє            | Rayet           | 28       | Жорж Антуан Пон Райє (1839–1906)                                                   | 1970                 |
| Райт            | Wright          | 40       | Фредерік Райт (1877–1953), Томас Райт (1711–1786), Вільям Геммонд Райт (1871–1959) | 1964                 |
| Райхенбах       | Reichenbach     | 65       | Георг Фрідріх фон Райхенбах (1772–1826)                                            | 1935                 |
| Рака            | Racah           | 72       | Джуліо Рака (1909–1965)                                                            | 1970                 |
| Раман           | Raman           | 10,2     | Чандрасекара Венката Раман (1888–1970)                                             | 1976                 |
| Рамзай          | Ramsay          | 61       | Вільям Рамзай (1852–1916)                                                          | 1970                 |
| Рамон           | Ramon           | 17,2     | Ілан Рамон (1954–2003)                                                             | 2006                 |
| Рамсден         | Ramsden         | 25       | Джессі Рамсден (1735–1800)                                                         | 1935                 |
| Ранкін          | Rankine         | 10,5     | Вільям Джон Ранкін (1820–1872)                                                     | 1976                 |
| Расплетін       | Raspletin       | 46       | Олександр Расплетін (1908–1967)                                                    | 1976                 |
| Расселл         | Russell         | 103      | Генрі Норріс Расселл (1877–1957), Джон Рассел (1745–1806)                          | 1935                 |
| Регіомонтан     | Regiomontanus   | 127      | Регіомонтан (Йоганн Мюллер) (1436–1476)                                            | 1935                 |
| Резерфорд       | Rutherford      | 16,0     | Ернест Резерфорд (1871–1937)                                                       | 1976                 |
| Резерфурд       | Rutherfurd      | 50       | Луїс Морріс Резерфурд (1816–1892)                                                  | 1935                 |
| Резник          | Resnik          | 22       | Джудіт Арлен Резник (1949–1986)                                                    | 1988                 |
| Реймерс         | Reimarus        | 48       | Ніколас Реймерс (Урсус) (ок.1550 — ок.1600)                                        | 1935                 |
| Рейнгольд       | Reinhold        | 43       | Еразм Рейнгольд (1511–1553)                                                        | 1935                 |
| Рейнер          | Reiner          | 30       | Вінченцо Рейнер (Рейньєрі) (1606 −1647)                                            | 1935                 |
| Рейта           | Rheita          | 71       | Антон-Марія Рейта (1604–1660)                                                      | 1935                 |
| Релей           | Rayleigh        | 114      | Джон Вільям Стретт (лорд Релей) (1842–1919)                                        | 1964                 |
| Ремон           | Raimond         | 68       | Жан Жак Ремон (1903–1961)                                                          | 1970                 |
| Рентген         | Röntgen         | 128      | Вільгельм Конрад Рентген (1845–1923)                                               | 1964                 |
| Реньо           | Regnault        | 51       | Анрі Віктор Реньо (1810–1878)                                                      | 1935                 |
| Реомюр          | Réaumur         | 51       | Рене Антуан Реомюр (1683–1757)                                                     | 1935                 |
| Репсольд        | Repsold         | 109      | Йоганн Георг Репсольд (1770–1830)                                                  | 1935                 |
| Респігі         | Respighi        | 17,9     | Лоренцо Респігі (1824–1890)                                                        | 1976                 |
| Ретік           | Rhaeticus       | 44       | Георг Йоахім фон Ретік (1514–1576)                                                 | 1935                 |
| Рехт            | Recht           | 20       | Альберт Вільям Рехт (1892–1962)                                                    | 1982                 |
| Ремер           | Römer           | 44       | Оле Ремер (1644–1710)                                                              | 1935                 |
| Ринін           | Rynin           | 78       | Микола Ринін (1877–1942)                                                           | 1970                 |
| Рідберг         | Rydberg         | 48       | Йоганнес Роберт Рідберг (1854–1919)                                                | 1970                 |
| Рідель          | Riedel          | 49       | Клаус Рідель (1907–1944), Вальтер Рідель (1902–1968)                               | 1970                 |
| Рікко           | Ricco           | 65       | Аннібале Рікко (1844–1911)                                                         | 1970                 |
| Ріман           | Riemann         | 118      | Георг Фрідріх Бернгард Ріман (1826–1866)                                           | 1964                 |
| Ріттенгауз      | Rittenhouse     | 28       | Девід Ріттенхаус (1732–1796)                                                       | 1970                 |
| Ріттер          | Ritter          | 30       | Карл Ріттер (географ) (1779–1859), Георг Август Дітріх Ріттер (1826–1908)          | 1935                 |
| Ріц             | Ritz            | 54       | Вальтер Ріц (1878–1909)                                                            | 1970                 |
| Річардс         | Richards        | 16,8     | Теодор Вільям Річардс (1868–1928)                                                  | 1976                 |
| Річардсон       | Richardson      | 163      | Оуен Вілланс Річардсон (1879–1959)                                                 | 1979                 |
| Річі            | Ritchey         | 24       | Джордж Вілліс Річі (1864–1945)                                                     | 1935                 |
| Річчі           | Riccius         | 72       | Августин Річчі (XVI століття), Маттео Річчі (1552–1610)                            | 1935                 |
| Річчолі         | Riccioli        | 156      | Джованні Баттіста Річчолі (1598–1671)                                              | 1935                 |
| Роберт          | Robert          | 0,56     | Англійське чоловіче ім'я                                                           | 1976                 |
| Робертс         | Roberts         | 89       | Александр Робертс (1857–1938), Ісаак Робертс (1829–1904)                           | 1970                 |
| Робертсон       | Robertson       | 90       | Говард Персі Робертсон (1903–1961)                                                 | 1970                 |
| Робінсон        | Robinson        | 24       | Джон Томас Ромні Робінсон (1792–1882)                                              | 1935                 |
| Рождественський | Rozhdestvenskiy | 181      | Дмитро Рождественський (1876–1940)                                                 | 1970                 |
| Роза            | Rosa            | 0,82     | Іспанське жіноче ім'я                                                              | 1976                 |
| Розенбергер     | Rosenberger     | 92       | Отто Август Розенбергер (1800–1890)                                                | 1935                 |
| Рокка           | Rocca           | 84       | Джованні Антоніо Рокка (1607–1656)                                                 | 1935                 |
| Рокко           | Rocco           | 4,3      | Італійське чоловіче ім'я                                                           | 1976                 |
| Ромео           | Romeo           | 7,2      | Італійське чоловіче ім'я                                                           | 1979                 |
| Росс            | Ross            | 24       | Джеймс Кларк Росс (1800–1862), Френк Елмор Росс (1874–1966)                        | 1935                 |
| Росс У          | Rosse           | 11,4     | Вільям Парсонс, третій лорд Росс (1800–1867)                                       | 1935                 |
| Росселанд       | Rosseland       | 68       | Свен Росселанд (1894–1985)                                                         | 1994                 |
| Рост            | Rost            | 47       | Йоганн Леонгард Рост (1688–1727)                                                   | 1935                 |
| Ротман          | Rothmann        | 42       | Хрістоф Ротман (? — 1600)                                                          | 1935                 |
| Роттслі         | Wrottesley      | 58       | Джон Роттслі (1798–1867)                                                           | 1935                 |
| Роуланд         | Rowland         | 166      | Генрі Огастес Роуланд (1848–1901)                                                  | 1970                 |
| Рош             | Roche           | 153      | Едуард Альбер Рош (1820–1883)                                                      | 1970                 |
| Румфорд         | Rumford         | 61       | Бенджамін Томпсон (граф Рамфорд) (1753–1814)                                       | 1970                 |
| Рунге           | Runge           | 39       | Карл Рунге (1856–1927)                                                             | 1973                 |
| Руф             | Ruth            | 3,1      | Єврейське жіноче ім'я                                                              | 1976                 |